# 宿菲菲
宿菲菲（1979年12月9日—），网名不死鸟，出生于河北省秦皇岛市，毕业于外交学院，单机游戏网站3DMGAME创始人及站长。

## 生平
- 2003年，创立3DM论坛。
- 2007年4月，因涉嫌传播淫秽物品牟利罪被捕，在看守所关押6个月，同年10月获释。其涉嫌的案件被认为是中国大陆首例網路贩卖境外淫秽游戏案[2]。[3]
- 2015年1月，宿菲菲入驻虎牙直播，开始不定期直播单机游戏。
- 2017年1月，宿菲菲入驻斗鱼直播，开始与一些员工定期直播单机游戏。